# Santiago Castro
Santiago Tomás Castro (* 18. září 2004) je argentinský profesionální fotbalista, který hraje na pozici útočníka za italský klub Bologna FC 1909.

## Klubová kariéra

### Vélez Sarsfield
Castro začal svou kariéru ve Vélezu Sarsfield, kde debutoval 3. srpna 2021 proti Atlético Tucumán. V březnu 2023 prodloužil svou smlouvu do 31. prosince 2025.

### Bologna
Dne 30. ledna 2024 podepsal Castro smlouvu s Bolognou v Itálii. Později téhož roku, 20. května, zaznamenal svůj první gól a asistenci při remíze 3:3 s Juventusem.

## Statistiky

### Klubové
Platí k zápasu hranému 24. května 2025.
| Klub              | Sezóna            | Liga                         | Liga   | Liga | Národní pohár | Národní pohár | Kontinentální | Kontinentální | Ostatní | Ostatní | Celkově | Celkově |
| Klub              | Sezóna            | Soutěž                       | Zápasy | Góly | Zápasy        | Góly          | Zápasy        | Góly          | Zápasy  | Góly    | Zápasy  | Góly    |
| ----------------- | ----------------- | ---------------------------- | ------ | ---- | ------------- | ------------- | ------------- | ------------- | ------- | ------- | ------- | ------- |
| Vélez Sarsfield   | 2021              | Argentinská Primera División | 2      | 0    | —             | —             | 0             | 0             | —       | —       | 2       | 0       |
| Vélez Sarsfield   | 2022              | Argentinská Primera División | 24     | 1    | 2             | 1             | 2             | 0             | —       | —       | 28      | 2       |
| Vélez Sarsfield   | 2023              | Argentinská Primera División | 35     | 7    | 0             | 0             | —             | —             | —       | —       | 35      | 7       |
| Vélez Sarsfield   | Celkově           | Celkově                      | 61     | 8    | 2             | 1             | 2             | 0             | —       | —       | 65      | 9       |
| Bologna           | 2023/24           | Serie A                      | 8      | 1    | —             | —             | —             | —             | —       | —       | 8       | 1       |
| Bologna           | 2024/25           | Serie A                      | 36     | 8    | 3             | 2             | 7             | 0             | —       | —       | 46      | 10      |
| Bologna           | Celkově           | Celkově                      | 44     | 9    | 3             | 2             | 7             | 0             | —       | —       | 54      | 11      |
| Celkově v kariéře | Celkově v kariéře | Celkově v kariéře            | 105    | 17   | 5             | 3             | 9             | 0             | 0       | 0       | 119     | 20      |

## Úspěchy
Bologna
- Coppa Italia: 2024/25